# (73209) 2002 JM19
(73209) 2002 JM19 – planetoida z pasa głównego asteroid okrążająca Słońce w ciągu 3,51 lat w średniej odległości 2,31 j.a. Odkryta 7 maja 2002 roku.